# Taractichthys longipinnis
 Taractichthys longipinnis és una espècie de peix de la família dels bràmids i de l'ordre dels perciformes.

## Morfologia
Els mascles poden assolir els 100 cm de longitud total.

## Distribució geogràfica
Es troba a l'Atlàntic oriental (des d'Islàndia i Noruega fins al golf de Guinea i Namíbia), a l'Atlàntic occidental (des de Nova Escòcia i el nord del Golf de Mèxic fins a Puerto Rico). Absent de la Mediterrània.